# Rościęcino
Rościęcino – wieś w Polsce położona w województwie zachodniopomorskim, w powiecie kołobrzeskim, w gminie Kołobrzeg przy drodze wojewódzkiej nr 162. Wieś leży nad rzeką Parsętą ok. 8-9 km od jej ujścia do Bałtyku.

## Położenie
Część areału wsi zajmują łąki i pastwiska dolinne, niedużą cześć uprawy polowe, największy areał zajmują lasy.
Mały fragment północnego areału wsi znajduje się w strefie ochrony uzdrowiskowej "C". Większa część wsi zlokalizowana została wzdłuż drogi lokalnej.
Wartości kulturowe:
- cmentarz poewangelicki z połowy XIX w. (o pow. 0,2240 ha)
- dom mieszkalny nr 21

Na południe od wsi ujęcie wody z zabytkowymi zabudowaniami z 1905 r. (Kopydłówko) oraz średniowieczne grodzisko.

### Gospodarka
Obiekty hodowlane i gospodarcze wielkoobszarowych gospodarstw rolnych (byłego PGR-u) - wykorzystanie częściowe. Część obiektów w zespole byłego PGR-u jest wykorzystywana na cele pozarolnicze (przetwórstwo drewna).
Znaczący udział łąk średnio korzystnych i niekorzystnych kompleksów glebowych. Część zabudowań gospodarczych i gruntów byłego Zakładu Rolnego PGR użytkowana w formie dzierżawy od AWRSP na cele uprawy i hodowli przez dzierżawców.

## Infrastruktura
Wieś zaopatrywana w energię elektryczną oraz wodę z sieci gminnej. Rościęcino jest połączone z Kołobrzegiem poprzez 1 linię komunikacji miejskiej.
Zespół obiektów gospodarczo-hodowlanych, budownictwo jedno i wielorodzinne. Wieś popegeerowska, ze znacznym udziałem zabudowy wielorodzinnej, dotknięta konsekwencjami likwidacji państwowego gospodarstwa rolnego.
W obrębie wsi znajduje się wylewisko borowiny oraz częściowo poligon. Wieś przylega do ujęcia wody "Bogucino-Rościęcino".

## Sport
Swoją siedzibę we wsi ma Gminny Klub Sportowy "Parsęta" Rościęcino. Klub założony w 1998 roku ma barwy biało-niebieskie. Posiada boisko o wymiarach 101 × 68 m oraz trybuny o pojemności 200 miejsc.